# Sydney Pollack
Sydney Irwin Pollack (1. července 1934, Lafayette – 26. května 2008, Los Angeles) byl americký filmový režisér, producent, pedagog a herec, známý jako režisér celovečerních filmů, které sklízely úspěch mezi diváky i kritiky.
Během své čtyřicetileté kariéry získal řadu ocenění, včetně dvou Oscarů a ceny Primetime Emmy Award, tři nominace na Zlatý glóbus a šest nominací na cenu BAFTA. Je držitelem Oscara za nejlepší režii a nejlepší film za snímek Vzpomínky na Afriku(1985). Byl nominován na Oscara za nejlepší režii za filmy Koně se také střílejí (1969) a Tootsie (1982). Jeho  filmy získaly celkem 48 nominací na Oscara a 11 Oscarů. Mezi jeho další známé snímky patří Takoví jsme byli (1973), Tři dny Kondora (1975), Elektrický jezdec (1979), Firma (1993), Sabrina (1995) a Tlumočnice (2005).
Pollack řadu filmů také produkoval, např. Rozum a cit (1995), Talentovaný pan Ripley (1999), Iris (2001), Návrat do Cold Mountain (2003) a Předčítač (2008). Zahrál si například ve snímku Roberta Altmana Hráč (1992), Woodyho Allena Manželé a manželky (1992), Stanleyho Kubricka Spalující touha (1999) a Tonyho Gilroye Michael Clayton (2007).

## Mládí a studia
Sydney Pollack se narodil v Lafayette v Indianě v rodině ruských židovských přistěhovalců Rebeccy (rozené Millerové) a Davida Pollacka, poloprofesionálního boxera a lékárníka.  Rodina se přestěhovala do South Bend a rodiče se rozvedli, když byl ještě malý. Jeho matka trpěla emocionálními problémy a propadla alkoholismu. Zemřela ve 37 letech, když bylo Pollackovi 16 let.
Původně chtěl studovat lékařskou fakultu, ale rodina si to nemohla finančně dovolit. Místo toho odešel brzy po dokončení střední školy v 17 letech do New Yorku, kde v letech 1952 až 1954 studoval herectví u Sanforda Meisnera v Neighbourhood Playhouse School of Theatre a mezi semestry si přivydělával přepravou dřeva.
Dva roky vojenské služby do roku 1958 strávil jako řidič nákladního vozu ve Fort Carson v Coloradu. Na pozvání Meisnera se vrátil do divadla do New Yorku, aby se stal jeho asistentem. Pollackův přítel John Frankenheimer ho v roce 1960 požádal, aby pracoval v Los Angeles jako lektor pro dětské herce ve Frankenheimerově prvním velkém filmu The Young Savages (1961). Tehdy se Pollack setkal s Burtem Lancasterem, který mladému herci doporučil, aby zkusil režírovat.

## Profesní život
Pollack hrál roli režiséra v epizodě seriálu The Twilight Zone s názvem „The Trouble with Templeton“ z roku 1960. Jako filmový herec debutoval ve snímku Denise Sanderse War Hunt (1962), kde se seznámil s Robertem Redfordem, který se později stal hlavním představitelem v sedmi jeho filmech. V herecké profesi pokračoval po celý profesní život. Kdyby nebyl tak úspěšným filmovým režisérem, pravděpodobně by měl významnou kariéru jako herec. Kromě účinkování ve svých vlastních filmech hrál také například ve snímku Roberta Altmana Hráč (1992), Woodyho Allena Manželé a manželky (1992), Stanleyho Kubricka Spalující touha (1999) a Tonyho Gilroye Michael Clayton (2007). Zahrál si také v řadě televizních seriálů, včetně Frasier, Jsem do tebe blázen, Will & Grace a Rodina Sopránů.
V šedesátých letech 20. století zaznamenal Pollack úspěch v televizi jako režisér epizod seriálů The Fugitive a The Alfred Hitchcock Hour. Po práci v televizi se přesunul k filmu, kde natočil řadu divácky úspěšných snímků. Jeho režijním debutem byl film Na vlásku (1965). Prvního velkého úspěchu dosáhl s filmem Koně se také střílejí (1969), který dostal několik mezinárodních cen a představitel manažera Roskyho Gig Young obdržel Oscara za nejlepší herecký výkon ve vedlejší roli. V roce 1973 natočil nostalgický milostný příběh Takoví jsme byli (1973), v němž si po Redfordově boku zahrála Barbra Streisand a za svou roli získala nominaci na Oscara za nejlepší ženský herecký výkon. Větší komerční úspěch zaznamenal thriller o spiknutí po aféře Watergate Tři dny Kondora (1975). Dalším úspěšným filmem byl Tootsie (1982) s Dustinem Hoffmanem v hlavní roli. Ještě většího úspěchu dosáhl snímek Vzpomínky na Afriku (1985) s Meryl Streep a Robertem Redfordem v hlavních rolích, který získal Oscary za nejlepší film, nejlepší režii, za adaptovaný scénář, za nejlepší kameru, za původní hudbu, za výpravu a za nejlepší zvuk.
Existuje mnoho scénářů, které bych si rád prohlédl. To jsou dvě hodiny mého života. Ale režírování jsou dva roky mého života – takže je místo toho produkuji.
Sydney Pollack
Pollack byl také významným producentem, pomohl realizovat mnoho filmů, které sklidily úspěch u kritiků i diváků. Mezi téměř 50 filmy, které během své kariéry produkoval, patřily například Talentovaný pan Ripley (1999), Iris (2001), Návrat do Cold Mountain (2003) a Michael Clayton (2007), ve kterém si také zahrál po boku George Clooneyho a získal za něj svou šestou nominaci na Oscara v kategorii nejlepší film. Spolu s anglickým režisérem Anthonym Minghellou založil produkční společnost Mirage Enterprises. Poslední film, který společně produkovali byl Předčítač (2009) a vynesl oběma posmrtnou nominaci na Oscara za nejlepší film.
Kromě mnoha ocenění za celovečerní filmy byl Pollack nominován na pět cen Primetime Emmy a dvě z nich získal: jednu za režii v roce 1966 a druhou za produkci, která mu byla udělena čtyři měsíce po jeho smrti v roce 2008.

## Osobní život
Pollack byl od roku 1958 až do své smrti v roce 2008 ženatý se svou bývalou studentkou Claire Bradley Griswold. Měli tři děti: Stevena (1959–1993), Rebeccu (* 1963) a Rachel (* 1969). Syn Steven zemřel ve věku 34 let při havárii malého jednomotorového letadla v Santa Monice v Kalifornii.
Sydney Pollack zemřel na rakovinu ve svém domě v losangeleské čtvrti Pacific Palisades ve věku 73 let. Diagnóza mu byla stanovena asi deset měsíců před smrtí, typ rakoviny byl různě uváděn jako rakovina slinivky břišní, žaludku nebo neznámého primárního původu.

## Filmografie

### Režie
- 1965 Na vlásku
- 1966 Zakázaný majetek
- 1968 Lovci skalpů
- 1969 Hájili jsme hrad
- 1969 Koně se také střílejí
- 1972 Jeremiah Johnson
- 1973 Takoví jsme byli
- 1974 Japonská mafie
- 1975 Tři dny Kondora
- 1977 Bobby Deerfield
- 1979 Elektrický jezdec
- 1981 Bez zlého úmyslu
- 1982 Tootsie
- 1985 Vzpomínky na Afriku
- 1990 Havana
- 1993 Firma
- 1995 Sabrina
- 1999 Náhodné setkání
- 2005 Tlumočnice

### Herec
- 1962 War hunt
- 1979 Elektrický jezdec
- 1982 Tootsie
- 1992 Hráč
- 1992 Manželé a manželky
- 1992 Smrt jí sluší
- 1998 Žaloba
- 1999 Spalující touha
- 1999 Náhodné setkání
- 2001 Majestic
- 2002 Incident
- 2005 Tlumočnice
- 2006 Sedadla v parteru
- 2007 Michael Clayton
- 2008 Jak ukrást nevěstu

### Producent, výběr
- 1974 Japonská mafie
- 1975 Tři dny Kondora
- 1977 Bobby Deerfield
- 1981 Bez zlého úmyslu
- 1982 Tootsie
- 1984 Písničkář
- 1985 Vzpomínky na Afriku
- 1988 Zářivá světla velkoměsta
- 1990 Havana
- 1990 Podezření
- 1993 Firma
- 1995 Sabrina
- 1995 Rozum a cit
- 1998 Srdcová sedma
- 1999 Náhodné setkání
- 1999 Talentovaný pan Ripley
- 2003 Návrat do Cold Mountain
- 2006 Dveře dokořán
- 2007 Michael Clayton
- 2008 Předčítač
- 2011 Margaret